# Spoorlijn Obstfelderschmiede - Cursdorf
De spoorlijn Obstfelderschmiede - Cursdorf, ook wel Thüringer Bergbahn of Oberweißbacher Bergbahn genoemd, is een Duitse spoorlijn die als kabelspoorweg en als spoorlijn 6691 onder beheer van DB Netze gelegen is aan de Schwarzatalbahn. Deze bergbaan is uniek in de wereld.

## Geschiedenis
Tot de bouw van het toevoer traject tussen Rottenbach en Katzhütte werd door de Preußische Staatseisenbahnen op 8 april 1895 besloten. Dit traject werd in drie etappes geopend:
- Rottenbach - Königsee
- Köditzberg - Sitzendorf
- Sitzendorf - Katzhütte

De bouw van de eigenlijke bergbaan startte in 1919, en werd geopend in 1922. 
Een van de unieke feiten is dat er nog steeds een goederenwagon vervoerd kan worden, en dat die op het tussenstation op unieke wijze wordt "doorgegeven" (daarbij geholpen door personeel dat duwt). Sinds 1966 is er geen goederenvervoer meer, maar het kan nog wel, en er is minstens een wagon aanwezig.

## Treindiensten

### Deutsche Bahn
De Deutsche Bahn verzorgt het personenvervoer op dit traject met RB treinen. Voor gebruik van de twee bergtrajecten zijn aparte vervoersbewijzen nodig.

## Aansluitingen
In de volgende plaats is aansluiting van de volgende spoorlijn:

### Obstfelderschmiede
- Rottenbach - Katzhütte, spoorlijn tussen Rottenbach en Katzhütte

## Elektrische tractie
Het traject tussen Lichtenhain a. d. Bergbahn en Cursdorf werd spanning van 500 volt gelijkstroom. Deze spanning werd in 1982 verhoogd tot 600 volt.